# Sinotaia
Sinotaia là một chi Ốc gồm các loài ốc trong họ Viviparidae phân bố ở Đông Nam Á và phía Nam của Trung Quốc

## Các loài
Các loài trong chi Sinotaia gồm:
- Sinotaia acutecarinata (Yen, 1939)
- Sinotaia aeruginosa (Reeve, 1863): Ốc đồng hay ốc mương
- Sinotaia angularis (O. F. Müller, 1774)
- Sinotaia annulata (Yen, 1939)
- Sinotaia arturrolli Brandt, 1968
- † Sinotaia barboti (Sinzov, 1884)
- † Sinotaia bugensis (Gozhik in Gozhik & Prysjazhnjuk, 1978)
- Sinotaia datunensis Qian, Fang & He, 2014
- Sinotaia delavayana (Heude, 1890)
- Sinotaia dispiralis (Heude, 1890)
- Sinotaia ecarinata (Kobelt, 1909)
- Sinotaia guangdungensis (Kobelt, 1906)
- Sinotaia limnophila (Mabille, 1886)
- Sinotaia mandahlbarthi Brandt, 1968
- Sinotaia manhongensis (Zhang, Liu & Wang, 1981)
- Sinotaia margaryoides (Annandale, 1924)
- † Sinotaia nicopolis Datsenko, 2001
- Sinotaia papillapicula (Liu, Zhang & Wang, 1982)
- Sinotaia polyzonata (Frauenfeld, 1862) / Angulyagra polyzonata
- Sinotaia pyrificata (Heude, 1890)
- Sinotaia qionghaiensis Qian, Fang & He, 2014
- Sinotaia quadrata (Benson, 1842) - type species
- Sinotaia reevei (Dautzenberg & H. Fischer, 1905): Ốc vặn
- Sinotaia turrita (Yen, 1939)
- Sinotaia xichangensis Qian, Fang & He, 2014